# Colpochila ingens
Colpochila ingens är en skalbaggsart som beskrevs av Britton 1986. Colpochila ingens ingår i släktet Colpochila och familjen Melolonthidae. Inga underarter finns listade i Catalogue of Life.